# Energija

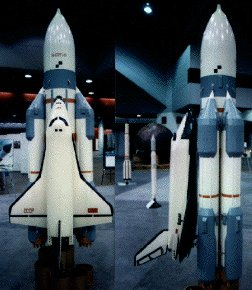
Modell von Energija/Buran, seitlich sind die Doppel-Booster erkennbar.

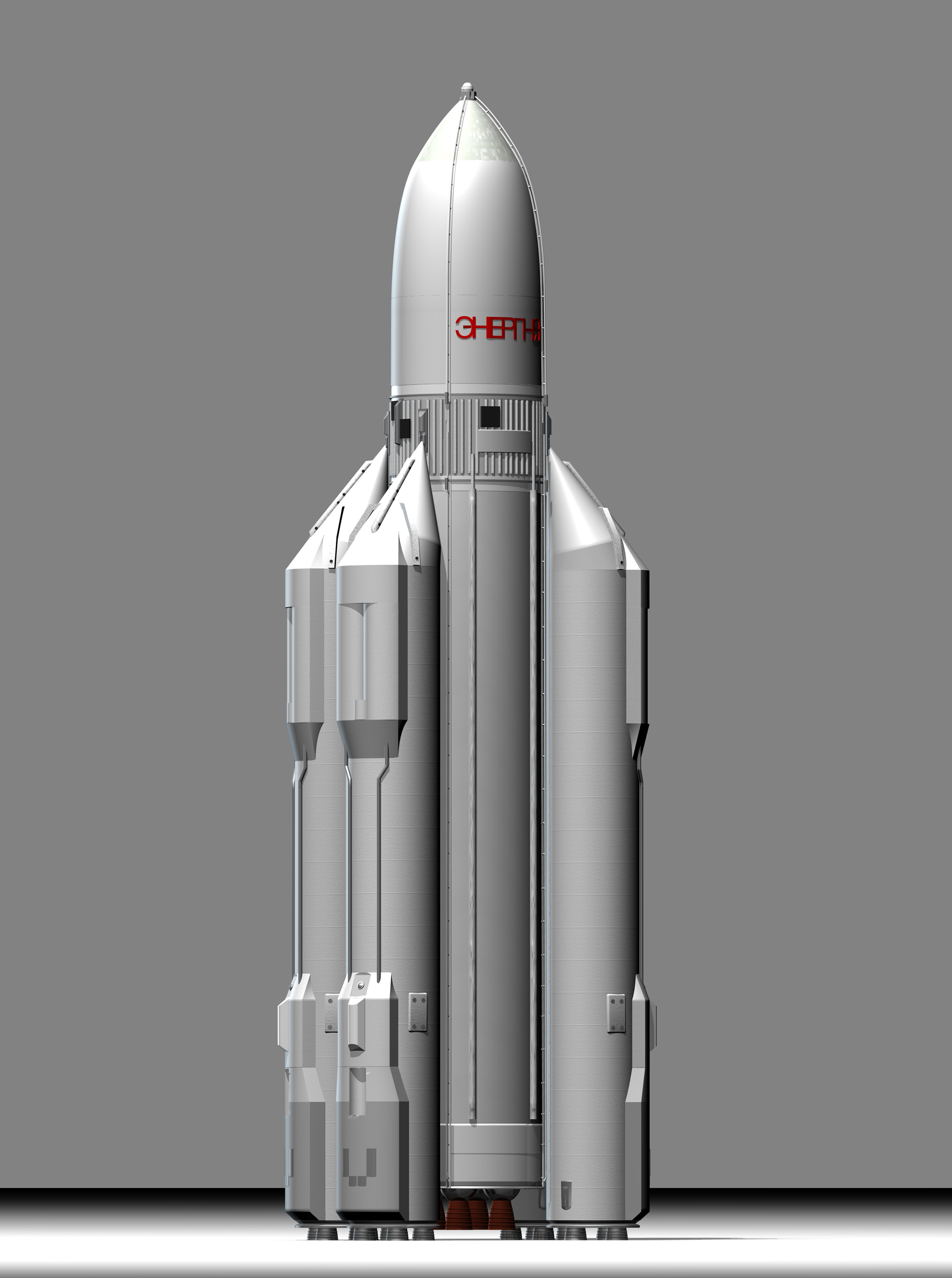
Darstellung des Energija-Trägersystems mit vier Boostern

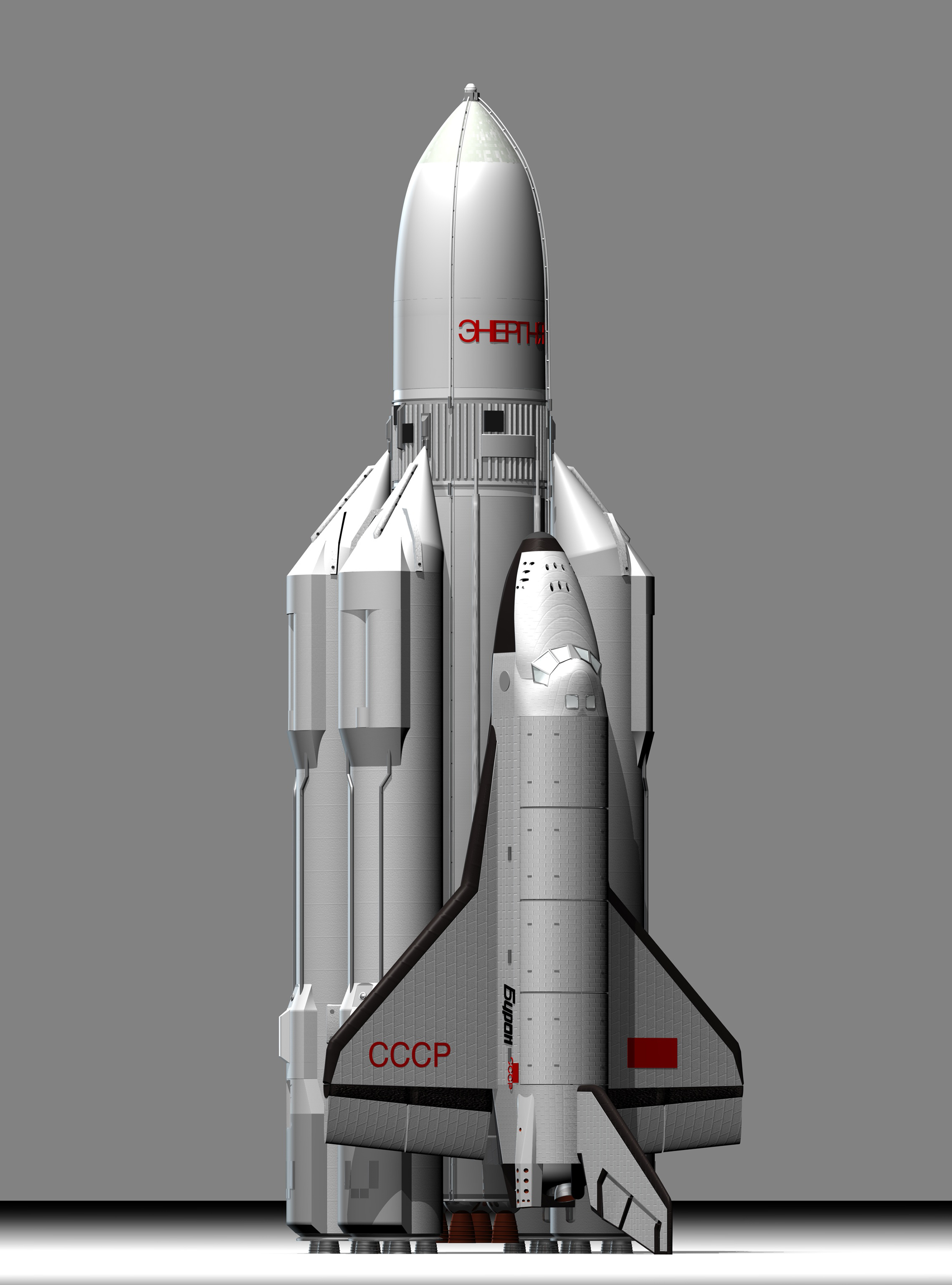
Darstellung des Energija-Trägersystems mit dem Shuttle „Buran“

Die Energija (russisch Энергия ‚Energie‘, ‚Tatkraft‘; GRAU-Index 11K25, NATO-Bezeichnung SL-17) war eine sowjetische Trägerrakete, die entwickelt wurde, um schwere Nutzlasten wie die Raumfähre Buran in den Orbit zu transportieren. Die Rakete kam zweimal, 1987 und 1988, erfolgreich zum Einsatz. Die Energija wurde durch die NPO Energija (heute RKK Energija) entwickelt.

## Technik
Die Rakete war zweistufig bei einer Höhe von 58,8 m und einem Startschub von 35.000 kN. Sie konnte eine Nutzlast von ca. 96 t in eine erdnahe Umlaufbahn und ca. 22 t in eine geostationäre Transferbahn transportieren und ist damit bis heute neben Saturn V und  Falcon Heavy eine der stärksten jemals eingesetzten Raketen.
Die erste Stufe bildeten die Booster, die parallel zur Energija als eigenständige Zenit-Rakete entwickelt wurden. Mit dem RD-170 kam dabei das schubstärkste je geflogene Flüssigkeitsraketentriebwerk zum Einsatz. Die Zenit wurde bis 2017 eingesetzt und war die bis dahin technologisch fortschrittlichste, einsatzfähige russische Trägerrakete. Sie soll in Zukunft von der Angara-Rakete abgelöst werden.
Das Energija Raketenprogramm war als Basis für eine Raketenfamilie im Baukastensystem geplant. Mit möglichst den gleichen Komponenten sowie unter möglichst für alle Versionen und Komponenten nutzbarer Infrastruktur und Transportvorrichtungen. Die eine Komponente waren die Booster: Diese konnten einzeln eigenständig in der Version der Zenit Rakete verwendet werden, als 2 Booster für die Energija-M, in der Anzahl 2, 4, 6 oder 8 jeweils paarweise montiert an der Energjia Zentralstufe. Mit 2 Boostern wäre die Version Goza (Gewitter) bezeichnet worden. Mit 8 Boostern und eine Oberstufe wurde die Kombination als „Vulkan“ bezeichnet. Bei Bedarf wäre es auch möglich gewesen die Energija Zentralstufe ohne Booster, mit 2, mit 4, oder 6 Boostern mit oder ohne der Oberstufe der Vulkan zu versehen. Die Zentralstufe der Energija-M war eine verkleinerte Version der Energija Zentralstufe, die dieselben Bauteile wie Triebwerk, Flugsteuerung, Betankungs- und Transportvorrichtungen verwenden sollte wie die Energija. In einem späteren Schritt sollten all diese Variationen mit den Baikal-Booster die Zenit respektive auf der Zenit basierenden Boostern ersetzen. Diese Booster sollten dann auch in unterschiedlicher Anzahl mit der geplanten Energija-2 verwendet werden.
Das Abtrennen der Booster später im Flug verlief paarweise. Sie wurden mit flüssigem Sauerstoff und Kerosin betrieben und sollten durch die angebrachten Fallschirmsysteme wiederverwendbar sein. Das Wiederkehren der Booster zur Erde wurde jedoch bei den beiden Flügen der Energija nicht getestet.
Die Zentralstufe (zweite Stufe) wurde von vier mit jeweils einer Brennkammer ausgestatteten RD-0120-Triebwerken angetrieben, welche flüssigen Wasserstoff und Sauerstoff (LH2/LOX) verbrannten, was für die sowjetische Raumfahrt zu der damaligen Zeit ein Novum war. Da die Zentralstufe ähnlich dem US-amerikanischen Space Shuttle praktisch nur aus Treibstofftanks bestand und über keinen Nutzlastadapter an der Spitze der Rakete verfügte, musste die zu transportierende Nutzlast seitlich an der Zentralstufe angebracht werden, was aber auch voluminöse Nutzlasten ermöglichte.
Von ihrer äußeren Erscheinung her sah die Struktur und der Aufbau der Energija mit der Buran-Raumfähre dem Space Shuttle sehr ähnlich. Jedoch handelte es sich dabei um keine Kopie, sondern eine in weiten Bereichen auf unterschiedlichen Technologien basierende Konstruktion, die aufgrund von ähnlichen Zielen auch zu einer äußerlich ähnlichen Form führte. Der wichtigste Unterschied zwischen beiden Systemen lag darin, dass die Energija auch ohne die Buran-Raumfähre starten konnte, was bei dem Space Shuttle System nicht möglich war. Dadurch war das Energija/Buran-System flexibler im Einsatz. Mehr dazu im Artikel: Buran (Raumfahrtprogramm).

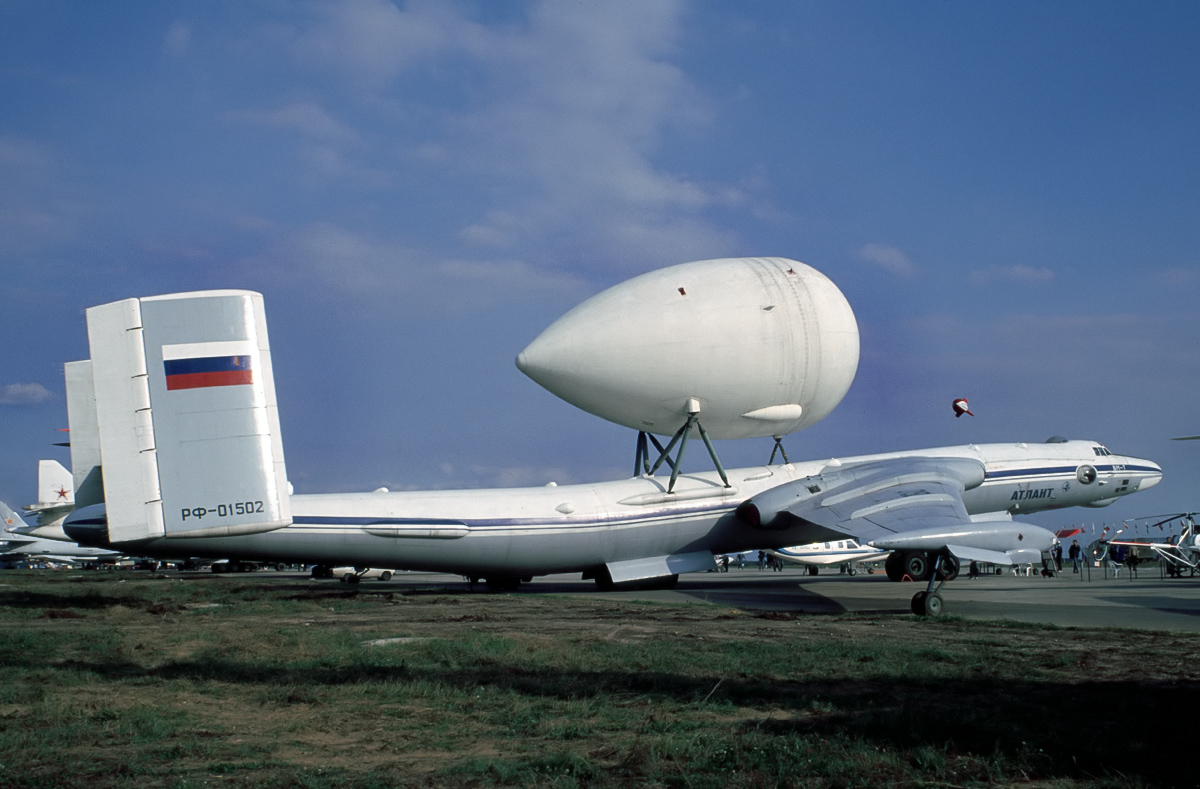
Mjassischtschew WM-T mit aerodynamischer Front und Endabdeckung für den Energjiatransport

 Während der externe Treibstofftank des US-Shuttlesystems per Schiff nach Florida transportiert wurde, wurde die Energija per Flugzeug transportiert. Die Booster konnten komplett montiert in einer An-124 oder zerlegt per Bahn transportiert werden. Die Kernstufe der Energija-Rakete konnte nicht als Ganzes mit den Mjassischtschew WM-T transportiert werden, sondern musste zwischen dem Sauerstoff- und dem Wasserstofftank in zwei Komponenten getrennt werden und wurden mit aerodynamischen Verkleidungen versehen. Mit den für das Raumfahrtprogramm geplanten Antonow An-225 wäre es möglich gewesen, die gesamten nachfolgenden Energija-Kernstufen als eine einzige Außenlast sowie die Booster der Energija im Frachtraum zu transportieren. Jedoch wurde das Energjia -Buran Programm beendet, bevor die geplanten An-225 Flugzeuge zu einem Transport der Energjia kamen.
Das Energija Mock-up und alle bis zum Ende des Buran-Energija-Programms gebauten Kernstufen der Energija-Rakete wurden mit den Mjassischtschew WM-T von Moskau zum Kosmodrom Baikonur transportiert.
„Energija Mock-up mit 3 Triebwerken“

Link zum Bild

Vor der Herstellung der Rakete wurde ein Energija Mock-up gebaut (Bezeichnung Energjia 4M-D), es unterscheidet sich äußerlich dadurch, dass bei der Kernstufe nur 3 von 4 Triebwerken vorhanden sind. Mit dem Mock-up wurden sämtliche Vorgänge für den Energija Betrieb getestet. Dies beinhaltet die Erprobung der beiden Startplätze 110L und 110R und dem Energija Triebwerkteststand der auch als Startrampe 250 der Energija ohne Orbiter benutzt werden konnte.
Dies beinhaltet auch komplette Startvorbereitungsabläufe mit den Orbitern Buran und Ptitschka. Eine Triebwerkattrappe und zwei der Boosterattrappen wurden für den Bau des Energija-M Mock-up verwendet.

## Varianten
Die  Energija war mit den zwei erfolgten Starts und den nächsten paar geplanten Starts noch nicht in ihrer Weiterentwicklung abgeschlossen.
Es war vorgesehen, die Spitze der Zentralstufe auch mit den weißen Hitzeschutzkacheln wie bei den Buran Orbitern zu versehen und Landefallschirme und Airbags (analog zu den Boostern) zu integrieren.
Die Energija-Zentralstufe sollte mit einer ballistischen Flugbahn wieder zur Erde zurückkehren. Wie diese voluminöse, leere Rakete dann aus dem Landegebiet zur Retablierungsstelle transportiert werden sollte, wurde bis zum Ende des Programms nicht abschließend geklärt und entfiel beim Projekt Energija-2. Ein weiterer Punkt war, die an Fallschirmen zurückkehrenden Booster durch Booster, mit ausklappbaren Flügeln, Fahrwerk und unbemannter Flugsteuerung zu versehen, so dass die Booster nach dem Start direkt beim Flugfeld des Kosmodroms wieder landen. Dies war dann auch für die Energija-2 und die weiteren Abwandlungen der Energija gedacht sowie als Ersatz für die Zenit-Rakete. Aus diesen Plänen entwickelte sich schlussendlich das Projekt des „Baikal-Booster“.
Als Goza (Gewitter) wäre die Energija Version bezeichnet worden die mit nur 2 Boostern ausgerüstet gewesen wäre, Für die Energija Version mit 6 Boostern ist kein eigener Namen vermerkt.
Als Vulkan wurde eine schwere Variante der Energija geplant, die über acht Booster sowie eine zusätzliche, mit einem RD-0120-Triebwerk angetriebene Oberstufe verfügte. Die Vulkan sollte etwa 175 t Nutzlast in einen niedrigen Erdorbit befördern können. Beide Varianten wurden jedoch nie bis zur Einsatzreife entwickelt.
Die Energija-2 war als nächste Ausbaustufe geplant, die vollständig wiederverwendbar sein sollte. Dazu sollte die Zentralstufe nach dem Absetzen der Nutzlast in die Atmosphäre eintreten und zu einem Landeplatz gleiten, wobei für Buran entwickelte Technologien zum Einsatz kommen sollten. Die Zentralstufe der Energija sollte hierbei mit den Hitzeschutzkacheln, dem Flugsteuerungssystem, Flügeln, Seitenleitwerk, Fahrwerk und Bremsschirm, die auf dem der Buran Orbiter basierten, gebaut werden.
Aufgrund des geringeren Rückfluggewichtes der leeren Rakete währen diese Komponenten aber gewichtsoptimiert worden im Vergleich zu den Bauteilen der schwereren Orbiter. Als weiterer Unterschied wäre nur eine Orbitalmanövrierblock an der Seitenleitwerkwurzel verbaut worden, statt den zwei, die die Orbiter seitlich am Heck haben. Einige Zeichnungen zeigen die Energija-2 auch mit nur 3 statt 4 Triebwerken. Damit wäre ein Landen der Zentralstufe auf dem Flugfeld des Kosmodroms möglich gewesen. Nach absetzen der Nutzlast durch ein aufklappbares und wieder schließbares Frachttor hätte sich die leere Nutzlastverkleidung rückwärts über den Treibstofftank verschoben um so die Gesamtlänge der Energija-2 für die Rückkehr zu verkürzen.
Energjia-2

Link zum Bild

Mit der Energija-M wurde nach dem Zerfall der Sowjetunion Anfang der 1990er Jahre versucht die Energija auf dem Markt für Trägerraketen kommerziell anzubieten. Da das vorhandene Modell für die existierenden Nutzlasten zu groß war, entwarf man die M-Variante. Diese war erheblich kleiner und kam mit nur zwei Boostern sowie nur einem RD-0120-Triebwerk in der Zentralstufe aus. Dadurch konnte die Rakete etwa auf die Nutzlastkapazität heutiger Delta-IV-Heavy oder Ariane-5ECA-Raketen herabgestuft werden. Doch konnte Energija-M damals keine Startaufträge ergattern und kam so nicht über das Planungsstadium hinaus. Es wurde lediglich ein Modell (mock-up) in voller Größe gebaut, mit dem man den Transport der Rakete und das Aufrichten auf der Startplattform testete.

## Einsatz
Bei dem ersten Start der Energija am 15. Mai 1987 wurde Poljus, ein Technologieprototyp für Systeme der Raketenabwehr im Weltall, gestartet. Der Start war erfolgreich, obgleich Poljus aufgrund eines Steuerungsfehlers des Satelliten die Umlaufbahn nicht erreicht hat. Beim zweiten und letzten Start am 15. November 1988 wurde die Buran-Raumfähre unbemannt ins All gebracht. Rückkehr und Landung erfolgten automatisch gesteuert.
Später sollte sie sowohl zum Start von schweren Raumstationsmodulen, Kommunikationssatelliten und militärischen Nutzlasten als auch zur Realisierung des bemannten Marsflugs eingesetzt werden.
Nach dem Zusammenbruch der Sowjetunion im Dezember 1991 gab es jedoch keinen Start mehr, und das Programm wurde aus Budgetknappheit eingestellt. In Medien wurde seither mehrfach von Plänen zu einer Wiederbelebung der Energija berichtet.
Beim Zusammenbruch eines Hallendachs in Baikonur am 12. Mai 2002 wurde nebst der Raumfähre Buran auf der nicht für den Flug freigegebenen Kernstufe 5S1 und 4 Boostern noch drei Energija-Kernstufen (2L, 3L, 4L) und 8 Booster zerstört. Die Kernstufe 2L war für den Erstflug des 2 Orbiters vorgesehen. Die Energija Kernstufe 5L war noch nicht fertiggestellt im Herstellerwerk,  als das Energija-Programm gestoppt wurde.

## Startliste
Dies ist eine vollständige Startliste der Energija-Rakete.
| Lfd. Nr. | Datum (UTC)          | Typ            | Ser.-Nr. | Startplatz | Nutzlast   | Art der Nutzlast                 | Nutzlast in kg (brutto 1) | Orbit 2 | Anmerkungen |
| -------- | -------------------- | -------------- | -------- | ---------- | ---------- | -------------------------------- | ------------------------- | ------- | ----------- |
| 1        | 15. Mai 1987, 17:30  | Energija TKS   | 6L       | Ba 250     | Poljus     | Prototyp eines Militärsatelliten | 77.000                    | LEO     | Erfolg 3    |
| 2        | 15. Nov. 1988, 03:00 | Energija Buran | 1L       | Ba 110L    | Buran 1.01 | Raumfähre                        | ~ 62.000                  | LEO     | Erfolg      |